# Paraurodera
Paraurodera là một chi bọ cánh cứng trong họ Chrysomelidae.
Chi này được miêu tả khoa học năm 1981 bởi Moldenke.

## Các loài
Chi này gồm các loài:
- Paraurodera similis Moldenke, 1981